# Parque Estadual de Hocking Hills
O Parque Estadual de Hocking Hills é um parque estadual na região de Hocking Hills, no condado de Hocking, Ohio, Estados Unidos. O parque possui mais de quarenta quilômetros de trilhas para caminhadas, formações rochosas, cachoeiras e cavernas.
O parque contém sete áreas de caminhada separadas: Ash Cave, Cantwell Cliffs, Cedar Falls, Conkle's Hollow (reserva natural), Old Man's Cave, Rock House e Hemlock Bridge Trail to Whispering Cave.

## Sobre
O parque foi estabelecido em 1924 e é administrado pelo Departamento de Recursos Naturais de Ohio. A região de Hocking Hills é uma área profundamente dissecada do Planalto Allegheny na Appalachia Ohio [en], que apresenta penhascos, desfiladeiros, abrigos rochosos e cachoeiras. A topografia relativamente extrema nesta área se deve à Blackhand Sandstone, uma formação particular que é espessa, dura e resistente às intempéries, e forma altos penhascos e desfiladeiros estreitos e profundos.[carece de fontes?]